# 抱きたいカンケイ
『抱きたいカンケイ』（だきたいカンケイ、原題: No Strings Attached）は、2011年のアメリカ映画。
体だけの気楽な関係を始めた男女が、次第に相手を愛するようになることから起こる葛藤を、コミカルに描いたロマンティック・コメディ。

## ストーリー
有名テレビ司会者アルヴィン（ケヴィン・クライン）を父に持つアダム（アシュトン・カッチャー）は、幼いときに両親の離婚を経験する。離婚の時期に送り出されたウィーホーケンのキャンプで、アダムは秀才で変わり者の少女エマ（ナタリー・ポートマン）と知り合う。歳月は流れ、地元の大学寮のパジャマパーティで二人は再会し、アダムはエマがＭＩＴに進学したことを知る。エマの「ちょっと変わった用事に付き合ってくれない？」という誘いに乗ったアダムは、エマの父親の葬儀に参列することになるが、二人の間にロマンスが生まれることはなかった。
大学を卒業し、ティーン番組の制作現場で働くようになったアダムは、自分の元恋人のヴァネッサがアルヴィンと寝ていることを知ってショックのあまり泥酔、研修医となったエマの暮らすシェア・ルームで目を覚ます。そこで二人は仕事やプライベートの行き詰まりから勢いで一線を越えてしまう。

エマに淡い恋愛感情を抱くアダムは有頂天になるが、それに対してエマはあまり乗り気でないような素振りを見せる。それでも再びエマがアダムを呼び出してセックスをした後で、エマはアダムに恋愛関係なしのセックスフレンドになってみないかと提案する。

## キャスト
| 役名                     | 俳優                     | 日本語吹替 |
| ------------------------ | ------------------------ | ---------- |
| エマ・カーツマン         | ナタリー・ポートマン     | 坂本真綾   |
| アダム・フランクリン     | アシュトン・カッチャー   | 小松史法   |
| イーライ                 | ジェイク・ジョンソン     | 奈良徹     |
| パトリース               | グレタ・ガーウィグ       | 小島幸子   |
| アルヴィン・フランクリン | ケヴィン・クライン       | 井上和彦   |
| ウォラス                 | クリス・ブリッジス       | 伊藤健太郎 |
| メツナー医師             | ケイリー・エルウィス     | 白石充     |
| ルーシー                 | レイク・ベル             | 浅野まゆみ |
| ケイティ・カーツマン     | オリヴィア・サールビー   | 山根舞     |
| サンドラ・カーツマン     | タリア・バルサム         | 小林美奈   |
| エマ・カーツマン(少女期) | ステファニー・スコット   |            |
| ヴァネッサ               | オフィリア・ラヴィボンド | 宗川めぐみ |
| サム                     | ベン・ローソン           | 土田大     |